# 岸良俊介
岸良 俊介（きしら しゅんすけ、1844年5月12日（天保15年3月25日） - 1894年（明治27年）6月19日）は、幕末の薩摩藩士、明治期の内務官僚。福岡県令。

## 経歴
薩摩藩士・岸良兼善の二男として生まれる。明治政府に出仕し、明治4年8月14日（1871年9月28日）大蔵省統計中属に任官。1873年8月、埼玉県典事に転じ、大属、権参事、参事を歴任。1876年5月、若松県参事に転任したが、同年8月21日、若松県は福島県と合併し廃県となる。同年11月、群馬県参事に就任。以後、同県大書記官、内務少書記官を歴任。
1882年5月11日、福岡県令に就任。1886年2月25日に県令を非職となり、1889年2月24日、非職満期、退官した。

## 栄典
- 1885年（明治18年）4月7日 - 勲六等単光旭日章[7]

## 親族
- 兄 岸良兼養（大審院長）[8]